# Wanda Sá
Wanda Maria Ferreira de Sá, plus connue sous le nom de Wanda Sá ou de Wanda de Sah, née le 11 juillet 1944 à São Paulo, est une guitariste et chanteuse de bossa nova et de MPB.

## Biographie
Ses parents décident de quitter São Paulo pour Rio de Janeiro. Elle étudie le ballet et, à l'âge de onze ans, elle commence à jouer de la guitare. Au cours de son adolescence, elle assiste à de nombreux concerts de bossa nova, genre musical qu'elle apprécie beaucoup. Elle est également l'élève du guitariste Roberto Menescal. En 1962, elle occupe déjà un poste de professeur de guitare à l'école de musique dirigée par Menescal et le chanteur Carlos Lyra, qui se situe à Copacabana.
Wanda Sá commence sa carrière artistique en 1962. En 1969, elle épouse le chanteur et compositeur Edu Lobo et s'installe aux États-Unis, interrompant sa carrière jusqu'à la séparation du couple en 1982. Wanda et Edu ont eu trois enfants: Marianne, Bernardo et Isabel. Elle retourne au Brésil pour poursuivre des études de sociologie à  l'Université pontificale catholique de Rio de Janeiro et reprend sa carrière artistique. En 1985, elle se convertie au christianisme évangélique mais continue son métier de chanteuse de musique populaire,.

### Carrière
En 1962, elle participe avec Antônio Carlos Jobim, Sérgio Mendes et l'ensemble Bossa Rio, à l'émission de télévision en direct, Dois no balanço, sous la direction de Luís Carlos Miele (pt) et Ronaldo Bôscoli, sur TV Excelsior. En 1964, lors du show O Fino da Bossa, au Paramount Theater (aujourd'hui Théâtre Avril) de São Paulo, est lancé son premier LP Wanda   Vagamente, produit par Roberto Menescal. Sur cet album, avec des arrangements d'Eumir Deodato elle est accompagnée par Dom Um Romão, Edison Machado et les ensembles de Luís Carlos Vinhas, Tenório Jr. (pt) et Sérgio Mendes. L'album inclut les premières compositions d'Edu Lobo, Francis Hime, Marcos Valle et Nelson Motta (pt).
En 1965, elle fait partie de l'ensemble musical Brasil '65 de Sergio Mendes, avec qui elle est part en tournée aux États-Unis. Au cours de cette tournée, l'album Brasil '65 - Wanda Sah featuring The Sergio Mendes Trio est enregistré à Hollywood dans les studios de Capitol Records. Ce disque comprend notamment le premier enregistrement en langue anglaise de deux grands succès de la bossa nova : Samba de Verão (So Nice) et Ela é Carioca (She's a Carioca),.
Elle contribue aux recueils de chansons de Tom Jobim, Vinicius de Moraes, João Donato, Marcos Valle et Chico Buarque.
En 1994, elle participe à l'album Revendo amigos de la chanteuse Joyce. En 2000, elle enregistre avec Luís Carlos Vinhas, Tião Neto, et João Cortez le CD Wanda Sá & Bossa Três.
En 2004, elle se produit aux côtés de Johnny Alf, João Donato, Carlos Lyra, Roberto Menescal, Leny Andrade, Pery Ribeiro, Durval Ferreira, Eliane Elias, Marcos Valle, Os Cariocas et Bossacucanova dans le spectacle Bossa Nova in Concert, organisé au Canecão à Rio de Janeiro.

## Discographie
- 1964 : Wanda Vagamente (RGE) (réédité à plusieurs reprises au Brésil et au Japon[7])
- 1965 : Brasil '65 - Wanda Sah featuring The Sérgio Mendes Trio (Capitol)
- 1965 : Softly  (Capitol)
- 1992 : Brasil Bossa Nova avec Pery Ribeiro et Osmar Milito (pt)
- 1994 : Brasileiras avec Célia Vaz (pt) (CID)
- 1995 : Eu e a música avec Roberto Menescal (CID)
- 1997 : Uma mistura fina avec Roberto Menescal et Luís Carlos Miele (Albatroz)
- 1998 : Estrada Tokyo-Rio avec Roberto Menescal
- 2000 : Wanda Sá & Bossa Três (Abril Music)
- 2001 : Bossa entre Amigos avec Roberto Menescal et Marcos Valle (Albatroz)
- 2002 : Domingo azul do mar (DeckDisc)
- 2003 : Wanda Sá com João Donato (DeckDisc)
- 2004 : Jesusmania
- 2005 : Swingueira  (Sony Music/BMG) (DVD)
- 2006 : Bossa do Leblon (DeckDisc)
- 2007 : Disney Adventures in Bossanova (titre Once upon a Dream de La Belle au bois dormant) (Walt Disney Records)
- 2007 : Swingueira  avec Roberto Menescal (Albatroz)
- 2010 : Declaração avec Roberto Menescal (Albatroz)
- 2014 : Wanda Sá ao vivo - (Biscoito Fino)
- 2018 : A música de Tom e Vinicius (Biscoito Fino)